# بخش بوفالو (شهرستان نوبل، اوهایو)
بخش بوفالو (به انگلیسی: Buffalo Township) یک منطقهٔ مسکونی در ایالات متحده آمریکا است که در شهرستان نوبل، اوهایو واقع شده‌است.
 بخش بوفالو ۶۳٫۴ کیلومتر مربع مساحت و ۷۸۲ نفر جمعیت دارد و ۲۹۰ متر بالاتر از سطح دریا واقع شده‌است.